# 니노미야촌 (가가와현)
니노미야촌(일본어: 二ノ宮村)은 일본 가가와현 미토요군에 설치되었던 촌이다. 현재의 미토요시에 해당한다.

## 역사
- 1890년 2월 15일 - 정촌제 시행에 수반해 미노군  니노미야촌이 성립하였다.
- 1899년 3월 16일 - 미노군이 도요타군과 합병해 미토요군이 되었다.
- 1955년 3월 31일 - 가미타카세촌, 가쓰마촌, 히지후타촌, 아사촌과 신설합병해 다카세정이 성립, 동일 니노미야촌은 폐지되었다.

## 참고 문헌
- 角川日本地名大辞典編纂委員会, 『角川日本地名大辞典 43 香川県』, 1985, 角川書店
- 四国新聞社 編『香川年鑑』 昭和30年、四国新聞社、高松市、1954年11月30日。doi:10.11501/3022103。 NCID BB10788678。OCLC 673819408。
- 楠原佑介 著、地名情報資料室 編『市町村名変遷辞典』東京堂出版、東京、1990年。doi:10.11501/12760487。ISBN 4490102801。 NCID BN05330777。OCLC 673338495。